# Aclyvolva granularis
Aclyvolva granularis is een slakkensoort uit de familie van de Ovulidae. De wetenschappelijke naam van de soort is voor het eerst geldig gepubliceerd in 1986 door Ma.